# Cokstile
Cokstile, född 23 april 2013, är en norsk varmblodig travhäst. Han tränas av Erik Bondo i Italien. Han har tidigare tränats av Jan Kristian Waaler, Gennaro Casillo, Rocco Spagnulo, Holger Ehlert, Mattia Orlando.
Cokstile började tävla i juni 2016. Han har till oktober 2022 gjort 45 starter varav 18 segrar, 8 andraplatser och 7 tredjeplatser. Han har tagit karriärens hittills största segrar i Norskt Travderby (2017), Steinlagers Æresløp (2019), Gran Premio Palio Dei Comuni (2019), Gran Premio delle Nazioni (2019), Elitloppet (2020), Gran Premio Costa Azzurra (2020), Prix de Bourgogne (2022), Finlandialoppet (2022), Gran Premio Campionato Europeo (2022) och International Trot (2022). Han har även segrat i Algot Scotts Minne (2020) och kommit på andraplats i Jarlsberg Grand Prix (2017).

## Karriär
Cokstile började tävla som treåring sommaren 2016. Han tog fyra segrar på sju starter under debutsäsongen. Han vann bland annat DNTs Høstfinale på Jarlsberg Travbane. Under säsongen 2017 som fyraåring tog han karriärens hittills största seger då han segrade i Norskt Travderby på Bjerke Travbane utanför Oslo. Samma år vann han ett försökslopp av Jarlsberg Grand Prix och kom sedan på andraplats i finalen. Under det franska vintermeetinget 2017 startade han den 24 december i Critérium Continental på Vincennesbanan i Paris, men slutade oplacerad i loppet.
Under våren 2018 startade han endast en gång, då över sprinterdistans, och tog då en säker seger före bland andra Donatomite. Den 20 maj blev han inbjuden till 2018 års upplaga av Elitloppet, som gick av stapeln den 27 maj på Solvalla. Han kom på sjundeplats i sitt försökslopp, och kvalificerade sig därmed inte bland de fyra som gick vidare till finalen av Elitloppet.
Han blev pånytt inbjuden till 2020 års upplaga av Elitloppet, då han segrade i Algot Scotts Minne på Åbytravet, tillsammans med kusken Christoffer Eriksson. I oktober 2020 framkom det att Propulsion, som skurit mållinjen som etta, inte varit startberättigad i Sverige, då han nervsnittats innan han importerades till Sverige 2015. Det innebar att Propulsions 45 starter i Sverige ogiltigförklarades, resultatlistorna korrigerades och prispengarna återkrävs. Istället stod Cokstile som ny segrare av loppet. Samtidigt meddelades det att Cokstile flyttas från Rocco Spagnulo till Holger Ehlert, och att ägarna siktar på att försvara segern i Elitloppet. Dock så är Ehlert bannlyst av Solvalla, och ingen häst från hans stall kommer att bjudas in.
Den 18 maj 2021 meddelades det att Cokstile var klar för 2021 års upplaga av Elitloppet, då han nu tränas av Mattia Orlando.
Den 2 januari 2022 segrade han i Prix de Bourgogne på Vincennesbanan för sin nya tränare Erik Bondo. Med segern kvalade han in till 2022 års upplaga av Prix d'Amérique. Den 1 maj 2022 segrade han i Finlandialoppet, och blev därmed direktkvalificerad till 2022 års upplaga av Elitloppet.